# شينول غونيش
شينول غونيش (بالتركية: Şenol Güneş)‏ (مواليد 1 يونيو 1952) هو لاعب كرة قدم تركي سابق وكان مدرب المنتخب التركي بين مارس 2019 إلى سبتمبر 2021 بعد ان تمت اقالته بعد تعرض فريقه إلى خسارة أمام منتخب هولندا بنتيجة 1-6 ضمن تصفيات مونديال قطر 2022 .
درب غونيش منتخب تركيا في كأس العالم 2002 وقاده لإحراز الميدالية البرونزية كأفضل إنجاز في تاريخ الكرة التركية.
يشغل حالياً منصب المدير الفني لفريق بشكتاش الناشط في الدوري التركي الممتاز.

## المسيرة الكروية

### مسيرته كلاعب
بدأ غونيش ممارسة كرة القدم في عمر الخامسة عشرة فلعب كحارس مرمى في نادي إردوغدو غنيكليك ثم انتقل إلى نادي سيبات غينتشليك لثلاث مواسم إلى أن وقع مع نادي طرابزون سبور واختتم مسيرته هناك حيث قضى معه 19 موسماً. كما حقق مع طرابزون رقماً قياسياً في عدد الدقائق التي لعبها دون اهتزاز شباكه وكان ذلك في الدوري التركي حيث حافظ على نظافة شباكه لمدة 1112 دقيقة ولا يزال محافظاً على الرقم القياسي حتى الآن.

على صعيد المنتخب لعب غونيش 31 مباراة حيث استدعي أول مرة ضد منتخب مالطا في 31 أكتوبر 1976 وحمل شارة القيادة في عدة مباريات إلى أن اعتزل اللعب نهائياً عام 1987.

### مسيرته كمدرب
خاض غونيش تجربة تدريبية ناجحة بعد اعتزاله اللعب وبدأها مع نادي السابق طرابزون سبور عام 1988، ثم درب أندية بولو سبور وإسطنبول سبور وساكاريا سبور وبورصا سبور. وكانت له محطة خارج البلاد مع نادي سول الكوري الجنوبي. 
 وفي عام 2000 تولى تدريب المنتخب التركي وقاده لإحراز المركز الثالث في كأس العالم 2002 التي أقيمت في كوريا الجنوبية واليابان بعد فوزه مباراة تحديد المركزين الثالث والرابع على منتخب كوريا الجنوبية 3-2. ويعتبر هذا الإنجاز هو الأفضل في تاريخ المنتخب التركي. كما قاد المنتخب لإحراز المركز الثالث في بطولة كأس القارات 2003 بعد فوزه على منتخب كولومبيا 2-1.

حقق غونيش العديد من الإنجازات كلاعب ومدرب أغلبها مع طرابزون سبور. حيث حقق لقب الدوري ست مرات والكأس ثلاث مرات وكأس السوبر ست مرات. كما حصل على جائزة مدرب فريق العام المقدمة من الاتحاد الأوروبي لكرة القدم عام 2002.

## الإنجازات

### كلاعب
- طرابزون سبور
  - الدوري التركي الممتاز: 6

1975-76، 1976-77، 1978-79، 1979-80، 1980-81، 1983-84
- - كأس تركيا: 3

1976-77، 1977-78، 1983-84
- - كأس السوبر التركي: 6

1976، 1977، 1978، 1979، 1980، 1983
- - كأس المستشار: 3

1975-76، 1977-78، 1984-85

### كمدرب
- طرابزون سبور
  - كأس تركيا: 2

1994-95، 2009-10
- - كأس السوبر التركي: 2

1995، 2010
- - كأس المستشار: 3

1975-76، 1993-94، 1995-96
- بيشكتاش
  - الدوري التركي الممتاز: 1

2015-16
- تركيا
  - كأس العالم
 المركز الثالث عام 2002

## روابط خارجية
- شينول غونيش على موقع الاتحاد الدولي (مؤرشف)  (الإنجليزية)
- شينول غونيش على موقع الاتحاد الأوربي (الإنجليزية)
- شينول غونيش على موقع اتحاد تركيا (لاعب) (الإنجليزية)
- شينول غونيش على موقع اتحاد تركيا (مدرب) (الإنجليزية)
- شينول غونيش على موقع قاعدة بيانات كرة القدم.إي يو (الإنجليزية)
- شينول غونيش على موقع بيانات كرة القدم. دي إي (الألمانية)
- شينول غونيش على موقع ناشيونال فوتبول تيمز (الإنجليزية)
- شينول غونيش على موقع عالم كرة القدم.نت (الإنجليزية)